# جهادآباد (دره‌شهر)
جهادآباد روستایی در دهستان ارمو بخش مرکزی شهرستان دره‌شهر استان ایلام ایران است.

## جمعیت
بر پایه سرشماری عمومی نفوس و مسکن در سال ۱۳۹۵ جمعیت این مکان ۴۲۸ نفر (۱۱۹خانوار) بوده‌است.